# 特奥多尔·布兰克
特奥多尔·安东·布兰克（德語：Theodor Anton Blank，1905年9月19日—1972年5月14日），是德国基民盟（CDU）政治家，他也是1945年基民盟的创始人之一。
布兰克出生于黑森-拿骚的埃尔茨，他是一户木匠家庭所生十个孩子中的老三，他的家人是天主教徒。布兰克自幼接受了木匠的学徒训练，他于1930至1933年间在鲁尔区北部和西北部的基督教运输工厂雇员协会担任秘书，直到1933年被解雇为止。布兰克于1936年通过了高中毕业考试，并在明斯特大学学习数学，后又在汉诺威大学学习工程科学。1939年二战爆发，他被征召成为一名国防军士兵，二战结束时晋升为中尉。

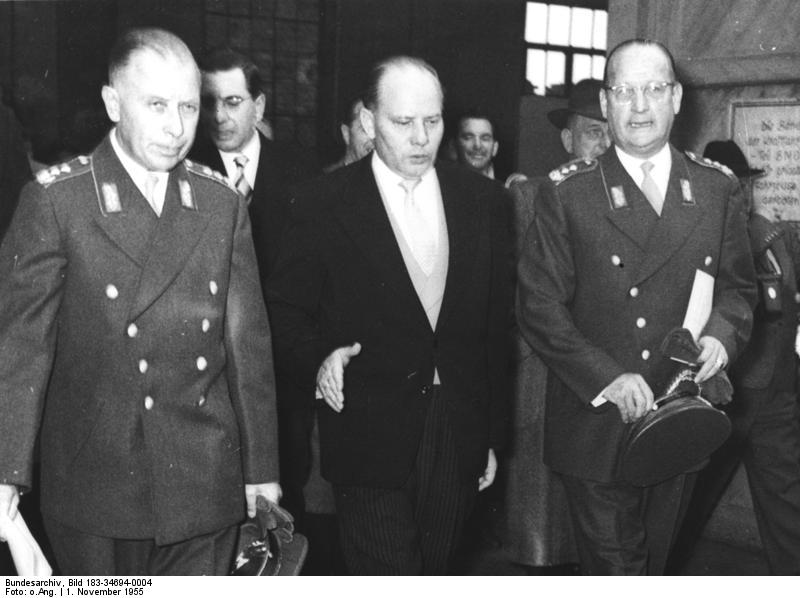
布兰克(中)与德国联邦国防军将军汉斯·斯皮德尔以及阿道夫·豪辛格

他在1949年到1972年期间一直是德国联邦议院的议员，1950年至1955年担任总理特别代表，正式负责与盟国占领军相关的事务，实际上秘密协助康拉德·阿登纳总理重新建立德国的武装部队。1954年，他曾在一次公众集会上被反对重新武装的示威者刺伤；1955年重整军备初步完成后，布兰克就任战后德国第一任国防部长。1957年至1965年担任劳动和社会事务部长，1972年他在波恩去世。